# Неграждане Эстонии

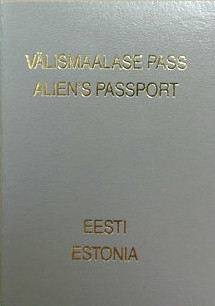
Паспорт иностранца Эстонии. Т.н. «серый паспорт».

Негра́ждане Эсто́нии — лица без гражданства, проживающие на территории Эстонии.
Статус этих людей регулируется «Законом об иностранцах» Эстонской Республики от 1993 года. Большинство неграждан — это бывшие граждане СССР, проживавшие на территории Эстонии и не получившие её гражданства после распада СССР.
В настоящее время большинство изначальных неграждан стало гражданами Эстонии, часть получила гражданство России или иной страны, остальные являются апатридами, официальное эстонское наименование — «лица с неопределенным гражданством» (эст. määratlemata kodakondsusega isik).
Доля апатридов в населении Эстонии постоянно снижается. По данным на 1 января 2025 года, число апатридов в Эстонии составляет 60 169 человек (4,39 % населения). Власти Эстонии предполагают, что часть «лиц с неопределенным гражданством» может одновременно обладать и российским (или любым другим) паспортом.

## История
12 января 1991 года был подписан Договор об основах межгосударственных отношений между Эстонской Республикой и Российской Советской Федеративной Социалистической Республикой. Статья III Договора декларировала право на получение или сохранение гражданства жителями договаривающихся сторон в соответствии со свободным волеизъявлением. В статье IV договора было зафиксировано положение, согласно которому выбор гражданства должен осуществляться на основании законодательств сторон.
Эстония, наряду с Латвией, в отличие от остальных бывших союзных республик СССР не реализовала «нулевой вариант» предоставления гражданства, при котором гражданство автоматически получали все жители республик.
30 марта 1992 года в Эстонии вступил в силу Закон о гражданстве 1938 года, автоматически дававший гражданство по «праву крови». Согласно этому закону гражданство Эстонской республики предоставлялось имевшим его на 16 июня 1940 года и их потомкам. Остальные жители Эстонии, не имевшие гражданства на момент аннексии Эстонии Советским Союзом, могли получить гражданство в порядке натурализации. Одним из следствий этого было лишение избирательных прав около трети жителей Эстонии, в результате чего вновь избранный в 1992 году парламент Эстонии оказался на 100 % состоящим из этнических эстонцев.
8 июля 1993 года был принят Закон об иностранцах, который регулирует статус неграждан в Эстонии.
По мнению российского социолога В. А. Ядова, одним из факторов, стимулировавших принятие закона о гражданстве, было то, что неграждане лишались права владения крупной собственностью (в начальный период эстонской приватизации наиболее привлекательная собственность оказалась во владении неэстонцев). По утверждению исследователя Эрика Андерсона, неграждане Эстонии многое потеряли во время приватизации в первой половине 1990-х годов и это могло ограничить возможности неэстонцев заняться бизнесом. По выражению социолога Марью Лауристин, собственники-неграждане оказались «в подвалах», они стали владельцами мелких кафе и магазинов, размещённых в нижних этажах зданий.
В 1993 году вступил в силу Закон о требованиях к знанию эстонского языка, предъявляемых к ходатайствующим о получении гражданства. Этот закон установил привилегии для лиц эстонской национальности: они могли не сдавать экзамен по эстонскому языку. По данным на начало 2006 года, 25,3 тыс. человек получили гражданство Эстонии по упрощенной процедуре как этнические эстонцы.
В 1994 году министр народонаселения Пеэтер Олеск сделал публичное заявление, в котором содержалось предположение о том, что «многим неэстонцам придется уехать из Эстонии, потому что они не станут носителями эстонского языка».
До 1995 года требования к натурализационному экзамену по эстонскому языку устанавливались специальным постановлением правительства на основе закона о гражданстве. Форма проведения экзамена допускала субъективный подход со стороны приемной комиссии.
В 1995 году был принят новый закон о гражданстве, который добавил к основным натурализационным требованиям также экзамен на знание эстонской конституции и закона о гражданстве. Одновременно с этим, данный закон формализовывал структуру экзамена по эстонскому языку, исключив из него возможность субъективной оценки. Однако, несмотря на это, в Эстонии распространено мнение, что после принятия нового закона языковой экзамен стал сложнее.
В середине 1990-х годов бывшие советские граждане, оказавшиеся в Эстонии лицами без гражданства, испытывали проблемы с удостоверениями личности, которые нужны для проживания в Эстонии и поездок в другие страны.[уточнить] Все постоянно проживающие в Эстонии лица без гражданства (в то время таковыми были около 300 тыс. человек) получили право на получение паспорта иностранца. Этот паспорт может использоваться в качестве удостоверения личности как в Эстонии, так и за границей[уточнить]. С января 1996 года департамент миграции и гражданства Эстонии начал приём заявлений о выдаче этих паспортов.
В 1998 году Консультативный совет при министре Эстонской республики по делам национальностей принял резолюцию, в которой призвал сделать реальной возможность обретения эстонского гражданства путём упрощения процедуры натурализации для неэстонцев, длительное время проживающих в Эстонии. В 1998 году парламент принял поправки в «Закон о гражданстве», согласно которым дети, родившиеся в Эстонии после 26 февраля 1992 года, родители которых прожили в Эстонии не менее 5 лет, получили право на основании заявления родителей получить гражданство путём натурализации без обязательных экзаменов на гражданство. По мнению В. Полещука, эти поправки были приняты в ответ на давление со стороны западных стран. По состоянию на 1 сентября 2008 года 10,2 тыс. детей получили гражданство с помощью этих поправок.
В 2000 году языковой экзамен на любую категорию сложности для работников был приравнен к натурализационному экзамену по языку.
С 2002 года выпускники гимназий и профтехучилищ получили право на приобретение гражданства по упрощённой процедуре. С 2004 года срок рассмотрения ходатайствования о получении гражданства в некоторых случаях сократился в 2 раза. С этого же времени все экзамены по гражданству полностью бесплатны, а стоимость языковых курсов полностью возмещается тем, кто успешно сдал экзамен. Поправки в закон о гражданстве почти не сказались на темпах натурализации.
В мае 2004 года эстонское правительство одобрило план интеграции населения на период 2004—2007 годов, целью которого являлась натурализация минимум 5 тыс. человек в год. Этот план выполнен не был.
20 декабря 2006 года Совет Евросоюза принял решение, согласно которому с 19 января 2007 года для неграждан Эстонии был введён полностью безвизовый режим при поездках по территории всех стран Евросоюза, кроме Великобритании и Ирландии. Это решение не касалось живущих в Эстонии граждан России.
В июне 2008 года президент России Д. А. Медведев подписал указ, согласно которому лица без гражданства, проживающие в Эстонии, получили возможность приезжать в Россию без оформления виз.
В сентябре 2008 года власти Эстонии приняли решение об упрощении экзамена на получение гражданства, которое вступило в силу 1 марта 2009 года. В 2015 году упростился экзамен для лиц старше 65 лет.
С 1 января 2016 года согласно поправке к закону о гражданстве, дети лиц с неопределённым гражданством, родившиеся в Эстонии, будут получать эстонское гражданство с момента рождения в порядке натурализации. У родителей есть право на отказ от эстонского гражданства. При этом все дети до 15 лет с неопределённым гражданством, которых на конец 2015 года было 716 человек, также получают эстонское гражданство в том же порядке.

## Государственная политика

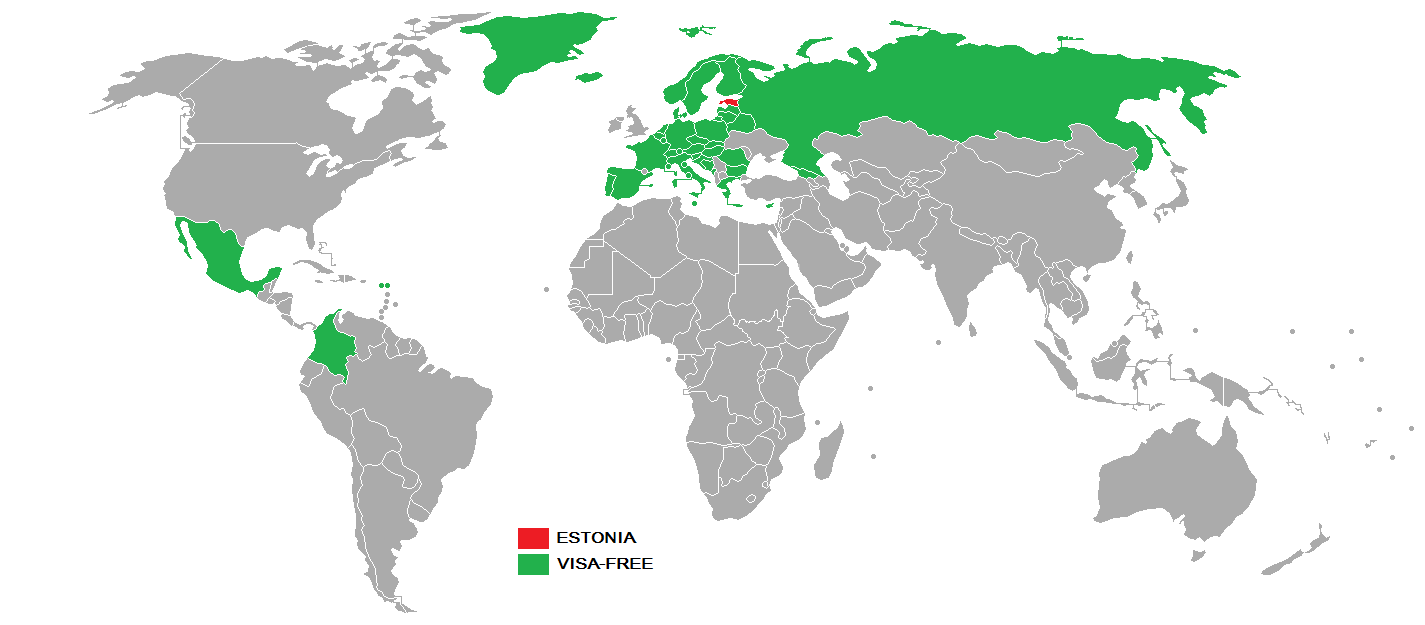
Карта мира, отражающая визовые требования для неграждан Эстонии
Эстония
Виза не требуется
Требуется заранее оформленная виза

Правительство Эстонии, полагая, что люди должны иметь возможность выбора гражданства, призвало лиц без определённого гражданства ходатайствовать об эстонском гражданстве путём натурализации либо о гражданстве других стран. До 2000 года процедурой натурализации воспользовалось для получения гражданства 113 000 человек.
Однако согласно интервью с бывшим директором Департамента гражданства и миграции Андресом Коллистом, опубликованному в 2000 году, политика возглавлявшегося им ведомства с самого начала строилась на стимулировании выезда из Эстонии русских, а правительством Эстонии было сделано всё возможное для осложнения получения гражданства или вида на жительство.
Международный фонд прав личности Bertelsmann (нем. Bertelsmann Stiftung) в своём отчёте за 2008 год дал такую оценку возникновения ситуации с гражданством в Эстонии:

Хотя в Эстонии сохраняются серьёзные национальные разногласия, ограничительная политика гражданства означает, что русские имеют намного меньше политических прав, в противном случае они могли бы замедлить ход реформ.
Оригинальный текст (англ.)Although Estonia’s ethnic cleavages remain serious, the restrictive citizenship policy has meant that Russians have much less political power, which otherwise might have enabled them to slow the pace of reform.

Основные усилия в натурализации неграждан были направлены правительством в пропаганду и помощь в изучении эстонского языка.
Финансирование подпрограмм эстонской Программы интеграции в 2002 году:
| Подпрограммы                                              | млн эст. крон/евро | % финансирования |
| --------------------------------------------------------- | ------------------ | ---------------- |
| Образование (в осн. обучение эст. языку и смежн. меропр.) | 19,8/1,27          | 46               |
| Образование и культура нац. меньшинств                    | 4,6/0,30           | 11               |
| Обучение взрослых эстонскому языку                        | 6,7/0,43           | 15               |
| Социальные нужды                                          | 4,3/0,28           | 10               |
| Руководство и мониторинг программы интеграции             | 8,0/0,51           | 18               |

В 2008 году одной из главных целей официальной политики Эстонии в области гражданства было «сокращение числа лиц с неопределённым гражданством и содействие получению эстонского гражданства». Эстонское правительство считает свою политику в отношении неграждан успешной, обосновывая это общим сокращением числа лиц без гражданства с 1992 по 2008 год.
Выступая в парламенте Эстонии 15 февраля 2011 года, министр внутренних дел Эстонии Марко Померантс заявил, что проблема лиц с неопределённым гражданством решится в течение 20-25 лет естественным путём, так как эти люди вымрут. При этом он отметил, что большинство рождённых в Эстонии детей, в отличие от людей старшего возраста, получает эстонское гражданство, так как родители имеют возможность выбирать их гражданство вне зависимости от собственного.
В январе 2015 года парламент Эстонии принял поправку в Закон «О гражданстве», предоставляющий автоматически гражданство Эстонии детям неграждан.

## Демография
Основные группы неграждан Эстонии — «лица с неопределённым гражданством» (по данным переписи 2000 г., 170 349 человек, 12,4 % населения, из них 133 346 русских; 2011 г., 97 437 человек, 7,1 % населения; 2023 г., 64 297 человека, 4,7 % населения) и граждане России (по тем же данным, 86 059 человек, 6,3 % населения, из них 73 375 русских; 2013 г., 93 916 человек, 6,9 % населения; 2023 г., 81 036 человек, 5,9 % населения). Эстония на 2000 год являлась вторым после России государством по доле проживающих российских граждан.
Количество неграждан в Эстонии постоянно сокращается благодаря миграции, натурализации и естественным причинам. С момента выхода Эстонии из состава СССР в 1991 году процесс натурализации прошли более 160 тыс. ходатайствовавших о гражданстве. В 1992 году гражданства Эстонии не имели 32 % жителей страны, в 1999 году 26 %, в 2000 году — 20 %. По состоянию на 1 февраля 2011 г. 8,7 % жителей в Эстонии были гражданами других государств и 7,1 % — лицами с неопределённым гражданством[уточнить]; в стране на этот момент проживало 97 080 лиц с неопределённым гражданством и 118 212 граждан иных стран (из них граждан РФ — 95 570). К 1 сентября 2012 года по данным Регистра народонаселения МВД Эстонии число резидентов с неопределенным гражданством составляло 92 351 человек (6,8 % населения); 120 989 человек были гражданами других государств. Большинство лиц без гражданства родилось в Эстонской ССР.
Всего в Эстонии с 1992 по конец 2007 года эстонское гражданство в порядке натурализации получили 147,2 тыс. человек, российское гражданство — 147,7 тыс. человек. С осени 2005 года количество натурализованных граждан превышает количество резидентов с неопределенным гражданством.
Численность натурализовавшихся лиц по группам (с 1992 года по 1 июля 2012 года):
- Этнические эстонцы — 25 293 человека;
- Иностранцы, поддержавшие независимость Эстонии — 24 102 человека;
- На общих основаниях — 67 279 человек;
- Дети, не достигшие 15-летнего возраста — 36 071 человек;
- За особые заслуги — 741 человек;
- Недееспособные лица и инвалиды — 863 человека.

## Натурализация и её социальные аспекты
Число лиц, получивших эстонское гражданство путём натурализации, число лиц без гражданства и их доля в населении:
| Год  | Число получивших эстонское гражданство | Лиц без гражданства; их доля в населении | Граждане других государств | Год  | Число получивших эстонское гражданство | Лиц без гражданства; их доля в населении | Граждане других государств |
| ---- | -------------------------------------- | ---------------------------------------- | -------------------------- | ---- | -------------------------------------- | ---------------------------------------- | -------------------------- |
| 1991 | …                                      | …                                        |                            | 2005 | 7072                                   | 136 000; 10,1 % 31 декабря 2005          |                            |
| 1992 | 5421                                   | …                                        |                            | 2006 | 4753                                   | 125 799; 9 % 31 декабря 2006             |                            |
| 1993 | 20 370                                 | …                                        |                            | 2007 | 4228                                   |                                          |                            |
| 1994 | 22 474                                 | …                                        |                            | 2008 | 2124                                   | 107 937; 7,9 % 2 ноября 2008             |                            |
| 1995 | 16 674                                 | …                                        |                            | 2009 | 1670                                   | 104 852; 7,8 % 31 декабря 2009           |                            |
| 1996 | 22 773                                 | …                                        |                            | 2010 | 1184                                   | 96 634; 7,1 % 1 апреля 2011              |                            |
| 1997 | 8124                                   | …                                        |                            | 2011 | 1513                                   | 93 006; 7,0 % 1 июля 2012                | 122 669; 8,9 %             |
| 1998 | 9969                                   | …                                        |                            | 2014 |                                        | 90 610; 6,8 %; 12 марта 2014             |                            |
| 1999 | 4534                                   | …                                        |                            | 2018 |                                        | 75 628; 5,7 % 1 января 2018              |                            |
| 2000 | 3425                                   | 170 349; 12,4 %                          |                            | 2021 |                                        | 66 592; 5 %; 31 декабря 2021             |                            |
| 2001 | 3090                                   | …                                        |                            | 2023 |                                        | 64 297; 4,7 % 1 января 2023              |                            |
| 2002 | 4091                                   |                                          |                            | 2024 | 374                                    | 62 216; 4,53 % 1 января 2024             |                            |
| 2003 | 3706                                   | 12 %                                     | 7 %                        | 2025 |                                        | 60 169; 4,39 % 1 января 2025             |                            |
| 2004 | 6253                                   | …                                        |                            |      |                                        |                                          |                            |

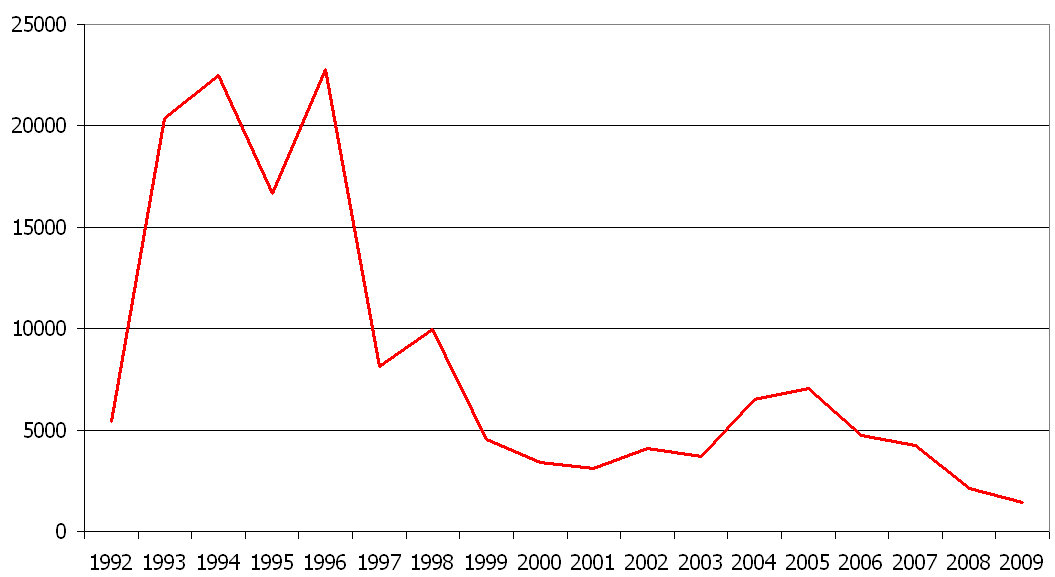
Динамика натурализации в Эстонии с 1992 по 2009 год

Социолог Клара Халлик отмечала, что выбранная модель натурализации в Эстонии предполагала создание программы массового обучения эстонскому языку, финансируемой государством, чего однако сделано не было.
После 1996 года, когда натурализация стала проводиться по более сложным правилам, наблюдалось резкое снижение темпов принятия гражданства. С 1999 года темпы натурализации в Эстонии значительно снизились. К концу 1990-х ситуация с гражданством в Эстонии оставалась напряжённой.
По данным переписи 2000 года, 170,3 тыс. человек (около 12 % населения Эстонии) были лицами без гражданства[уточнить]. В ряде городов доля лиц без гражданства оставалась весьма значительной[уточнить]. Так, в Кохтла-Ярве их доля составляла 42,7 % населения, в Нарве — 33,6 %[уточнить]. Среди лиц без гражданства доля русских составляла 78,3 % (133,3 тыс. человек), эстонцев — 2,9 % (4,9 тыс. человек), других национальностей — 18,5 % (31,6 тыс. человек)[уточнить].
14 сентября 2001 года вышло заключение Консультативного комитета Совета Европы по выполнению Европейской рамочной конвенции о защите национальных меньшинств на доклад Эстонии о выполнении этого документа. В заключении констатировались сохраняющиеся медленные темпы натурализации и был сделан вывод о том, что одним из препятствий для натурализации является завышенный уровень требований к знанию эстонского языка.
23 апреля 2002 вышел доклад Европейской комиссии по борьбе с расизмом и нетерпимостью, в котором констатировалось замедление процесса натурализации и рекомендовалось принять меры по стимулированию неграждан ходатайствовать о получении гражданства Эстонии. Согласно докладу, «несмотря на принятые поправки к Закону о гражданстве, его требования всё ещё воспринимаются многими людьми, желающими приобрести эстонское гражданство, как барьер».
Согласно «Мониторингу интеграции-2005», 70 % неэстонцев оценивали политику в области гражданства как слишком жёсткую и нарушающую права человека. Согласно социологическому опросу «Перспективы эстонцев», проведённому в Эстонии в 2006 году, 72 % лиц без гражданства и 35 % граждан России высказали желание получить гражданство Эстонии, при этом только 19 % лиц без гражданства и 9 % граждан России полагали, что смогут сдать для этого экзамен по эстонскому языку.
В 2006 году Комитет ООН по ликвидации расовой дискриминации выступил с рекомендацией Эстонии «принять дальнейшие меры для активизации процесса натурализации и упрощения доступа к нему». Комитет, в частности, рекомендовал создать для всех лиц, подавших заявления о натурализации, бесплатные и высококачественные языковые курсы, а также вновь предложил Эстонии ратифицировать Конвенцию о сокращении безгражданства и Конвенцию о статусе апатридов.
В феврале 2006 года орган Совета Европы — Европейская комиссия по борьбе с расизмом и нетерпимостью — выпустил доклад о ситуации в Эстонии. В этом докладе констатируется, что число лиц без гражданства в Эстонии (11 % населения) чрезвычайно велико, а основным препятствием для натурализации остаётся слишком сложный экзамен на знание эстонского языка.
В сентябре 2007 года председатель Парламентской ассамблеи Совета Европы Рене ван дер Линден совершил визит в Эстонию, после чего заявил, что эта страна слишком медлит с предоставлением эстонского гражданства проживающему в стране русскоязычному населению. По его мнению, Евросоюз не может допустить того, чтобы у одного из членов ЕС было такое число жителей без гражданства. Он заявил, что показатель, названный эстонским правительством, согласно которому предполагается предоставление гражданства 5-7 тыс. человек в год, является слишком низким: «Я надеюсь, правительство страны увеличит эту цифру до 10 тыс. человек, поскольку если мы говорим лишь о 5 тыс. человек в год, то процесс предоставления гражданства 100 тыс. русскоговорящего населения растянется на 20 лет». Тогда же специальный докладчик ООН по расизму, расовой дискриминации и ксенофобии Дуду Дьен заявил: «Факт, что в Эстонии много людей не имеет гражданства, что это центральная проблема в стране и её решение нужно пересмотреть». По мнению докладчика, «знать эстонский язык — это совершенно нормальное требование».
По состоянию на 2008 год около 3 тыс. детей младше 15 лет имели право получить эстонское гражданство в упрощённом порядке, но их родители не воспользовались этой возможностью. Больше всего таких лиц в Таллине и пограничном с Россией северо-восточном уезде Ида-Вирумаа.
В октябре 2010 года профессор международного права и эксперт Комиссии по интеграции[уточнить] Евгений Цыбуленко заявил, что число желающих получить эстонское гражданство в последние годы снижается, и выделил ряд причин этого:
- Большинство из тех, кто хотел получить гражданство, его уже получило. В частности, Цыбуленко утверждал, что введение Европейским союзом и Россией в 2007—2008 годах безвизового въезда для лиц без гражданства снизило стимулы к получению ими гражданства (поскольку гражданам Эстонии для поездки в Россию требуется оформлять въездную российскую визу).
- Для большинства лиц без гражданства экзамен на знание эстонского языка представляется оскорбительным.
- Бытует мнение, что процедура получения гражданства чересчур сложная. Она неоднократно была упрощена, но не все об этом знают.

Сам Евгений Цыбуленко получил гражданство Эстонии в 2009 году в особом порядке, за особые заслуги, справка о знании языка при этом не требуется.
В марте 2008 года Урмас Паэт заявил, что решением предоставить безвизовый въезд лицам без гражданства Россия лишает людей мотивации ходатайствовать об эстонском гражданстве и замедляет процесс натурализации при том, что Россия на протяжении 17 лет упрекала Эстонию в медленных темпах этого процесса. По мнению Паэта, «это решение подтверждает двуличность российской политики». В августе 2009 года он снова отметил, что люди по прагматичным причинам предпочитают оставаться без гражданства. В марте 2009 года Комиссар ОБСЕ по защите национальных меньшинств Кнут Воллебек заявил, что введение для неграждан безвизового пересечения границы с Россией может быть одним из объяснений, почему ходатайств о получении гражданства Эстонии стало меньше. В ноябре 2010 года посол России в Эстонии Ю. Н. Мерзляков заявил, что «ощущается нежелание значительной части „серопаспортников“ выбирать то или иное гражданство: эстонское или российское». По мнению Мерзлякова, одной из причин такого нежелания является возможность обладателей «серого паспорта» свободно ездить в Евросоюз и в Россию без дополнительного оформления документов и денежных затрат.
В марте 2009 года Кнут Воллебек заявил, что неграждане недостаточно информированы о возможностях более быстрой и простой процедуры натурализации. Воллебек сказал о том, что опросы свидетельствуют об унизительности факта похода на экзамен для некоторых людей. По мнению Воллебека, то, что в Эстонии около 9 % населения не имеют гражданства, является довольно высоким показателем, а эстонскому правительству необходимо использовать для ускорения натурализации систему образования и активнее доводить информацию о возможностях получения гражданства до неграждан. При этом он заявил, что «мы не должны заставлять людей идти на экзамен, это вопрос свободного выбора, а Эстония — свободная страна». Урмас Паэт тогда же заявил, что «разговоры о проблемах неграждан имеют искусственный характер. У всех неграждан есть возможность ходатайствовать о получении гражданства и получить его. Это вопрос желания».
В 2010 году Таллинским университетом и фирмой Saar Poll по заказу министерства культуры Эстонии было проведено исследование ситуации с негражданами. Согласно этому исследованию, 73 % эстонцев и 82 % неэстонцев считают экзамен на гражданство несправедливым, 65 % эстонцев и 92 % неэстонцев — слишком сложным. Руководитель исследования, профессор сравнительной политики Таллинского университета Райво Ветик заявил, что «ситуация с негражданством особенно плоха, поскольку ценность гражданства просто упала». Согласно исследованию, одной из причин нежелания получать гражданство является недоверие эстонскому государству и его институтам, а также чувство социально-экономического неравенства среди представителей национального большинства и меньшинства, но при этом отсутствие гражданства не мешает нормальной жизни по мнению около 90 % эстонцев и 75 % русскоговорящих. Министр культуры Эстонии Лайне Янес заявила, что одной из основных причин нежелания получать гражданство является боязнь людей идти на экзамен: «Самое главное — это барьер. Люди не знают, насколько в действительности сложен экзамен на гражданство. Они боятся бюрократии». Комментируя результат этого исследования, профессор Тартуского университета социолог Марью Лауристин заявила, что две трети лиц без гражданства не заинтересованы в его приобретении. По мнению Лауристин, необходим индивидуальный подход к работе с негражданами. Паэт утверждает, что такой подход уже реализуется МВД и Департаментом гражданства и миграции.
В докладе Комиссии по борьбе с расизмом и нетерпимостью при Совете Европы (ECRI), опубликованном в марте 2010 года, число людей без гражданства в Эстонии (8 % населения) оценивалось как слишком большое и отмечалось, что интеграции неграждан препятствуют слишком серьёзные требования к знанию эстонского языка. Вице-канцлер МВД Эстонии по внутренней безопасности Эркки Коорт заявил, что получение гражданства Эстонии постоянно упрощалось, и речь идёт о долгосрочном процессе.

## Различия в правах
В первые годы независимости Эстонии был принят ряд законов, большая часть которых действует и в настоящее время, которые, по мнению авторов «Справочника российского соотечественника», накладывают на неграждан Эстонии несколько десятков дискриминационных ограничений.

### Гражданские и политические права
В отличие от гражданина Эстонии, неграждане Эстонии не имеют права голосовать на выборах в Рийгикогу, быть избранными в него[уточнить]. Голосовать и быть избранными на выборах Европарламента, быть избранными в советы местных самоуправлений могут только граждане Эстонии и других стран ЕС, избирать советы местных самоуправлений — также «граждане третьих стран» (включая «лиц с неопределённым гражданством»), имеющие статус долговременного жителя или право постоянного проживания. Только граждане Эстонии и других стран ЕС могут состоять в политических партиях и создавать их[уточнить]. В 2011 году комитет по петициям Европарламента обсуждал петицию 3000 человек из Эстонии о предоставлении негражданам права участия в выборах Европарламента, но счёл, что вопрос находится вне компетенции Евросоюза.
Эстония — одна из стран, где неграждане имеют право голосовать на местных выборах. Это право ограничено 5-летним цензом оседлости на территории местного самоуправления. Для граждан Эстонии и Европейского союза подобного ограничения нет. Однако в большинстве стран Европы, включая Германию, Францию, Великобританию, Италию, Грецию и Россию, неграждане не имеют такого права вообще. В большинстве стран Евросоюза, однако, такие права предусмотрены.
В соответствии с Законом ЭР «О ратификации Рамочной конвенции Совета Европы о защите национальных меньшинств», неграждане исключены из числа лиц, подпадающих под действие этой конвенции, и не пользуются защитой в качестве национального меньшинства. Аналогичная норма содержится и в единственном «внутреннем» законе, посвященном национальном меньшинствам, — Законе о культурной автономии национального меньшинства[уточнить].
Только для неграждан регистрация по месту жительства является обязательным условием для решения ряда проблем по реализации своих социально-экономических и политических прав[уточнить].
Кроме того,
- Получив гражданство, неграждане Эстонии, как и другие натурализованные граждане, лишены возможности иметь второе гражданство[76][77]. Для граждан Эстонии по праву рождения такая возможность существует вследствие наличия в эстонской Конституции запрета на лишение родного гражданства;
- Неграждане ограничены в праве на свободное передвижение в результате того, что паспорт иностранца не признается некоторыми государствами (Ботсвана, Ливан, Мадагаскар, Марокко, ОАЭ, Перу, Чили, ЮАР и др. —http://tur.prosvet.ee/ArtNews9.aspx?news_id=3079&news_type=29)). Архивная копия от 26 ноября 2017 на Wayback Machine[уточнить])
- Неграждане ограничены в возможности безвизового въезда в ряд государств, которые имеют соглашения с Эстонией о безвизовом режиме (но могут свободно передвигаться по странам Шенгенского соглашения с некоторыми временными ограничениями);
- Проживающие в Эстонии на основании временного вида на жительство неграждане обязаны регистрироваться в случае выезда из ЭР на срок свыше 183 дней, в случае нерегистрации их вид на жительство аннулируется (п. 3 ч. 2 ст. 14 Закона об иностранцах)[70].

### Социально-экономические права
На неграждан Эстонии распространяются многочисленные ограничения на профессию, на приобретение недвижимости и ряд других.
Для неграждан, за исключением граждан стран ЕС, действуют ограничения на профессию. Они не имеют права занимать должности в государственных учреждениях и местных самоуправлениях (ст. 14 и 15 Закона о публичной службе от 25 января 1995; некоторые[какие?] должности недоступны и гражданам других стран ЕС)[уточнить];
Кроме того, они не могут (некоторые примеры):
- служить в полиции, таможне, охране, нести исполнительную службу, быть прокурором, судьей, судебным заседателем, ректором университета, быть председателем и членом совета Банка Эстонии[43][уточнить];
- быть нотариусом (ч. 1 ст. 6 Закона о нотариате от 17 июня 1993);
- быть судебным исполнителем (ч. 1 ст. 10 и ст. 50 Закона о судебных исполнителях)
- быть патентным поверенным (ч. 1 ст. 14 Закона о патентных поверенных)
- быть присяжным переводчиком (ч. 2 ст. 3 и ч. 3 ст. 12 Закона о присяжных переводчиках)
- быть лицом, чьи рабочие обязанности связаны с авиационной безопасностью (ч. 2 ст. 24-3 Закона об авиации)
- быть оператором центра управления судоходством (ч. 4 ст. 51 Закона о безопасности мореплавания)
- быть лоцманом (ч. 2 ст. 58 Закона о безопасности мореплавания)
- быть предпринимателем — физическим лицом, руководителем охраны или руководителем службы внутренней охраны, оказывающим охранные услуги (ч. 2 ст. 22 Закона об охранной деятельности)[70]
- быть адвокатом (ч. 1 ст. 23 Закона об адвокатуре Эстонии)[79].

Существует также ряд различий в миграционных правах, и даже в случае натурализации бывший негражданин Эстонии имеет меньшие права, чем гражданин по рождению.
В 2006 году в докладе международной правозащитной организации Amnesty International говорилось, что ограничения для неграждан, подобные запрету принимать их на государственную и муниципальную службу, негативно сказываются на возможности устроиться на работу представителям русскоязычного меньшинства и являются косвенной формой дискриминации русскоязычных.
Только эстонские граждане могут свободно распоряжаться своей собственностью и быть правомочными субъектами приватизации, а лица, не обладающие эстонским гражданством, могут быть не допущены к участию в приватизации. Только эстонский гражданин может покупать приватизационное имущество в рассрочку. При передаче иностранцу собственности на землю действуют ограничения, установленные соответствующим законом. Только достигшие 18 лет граждане Эстонии получили от государства дополнительные 10 лет трудового стажа на облигации народного капитала, основной приватизационный инструмент эпохи приватизации.
Социально-экономические показатели у лиц без гражданства существенно хуже, чем среди граждан других государств и граждан Эстонии. В частности, по данным переписи 2000 года, среди экономически активных «лиц с неопределённым гражданством» было 22,1 % безработных, среди граждан РФ — 20,2 %, среди граждан ЭР — 12,1 %. В 2005 году уровень безработицы среди меньшинств составлял 12,6 %, среди эстонцев — 5,3 %. В 2009 году показатель затяжной безработицы среди «лиц с неопределённым гражданством» составил 5,7 %, среди граждан других стран — 5,6 % (среди граждан Эстонии — 3,3 %).

## Рекомендации международных организаций
Рекомендации международных организаций Эстонии включают:
- упрощение натурализации вообще или для пожилых людей[55][83][84][85];
- более эффективную регистрацию детей неграждан в качестве граждан[85][86];
- разрешение постоянным жителям, не имеющим гражданства, работать в государственном секторе, и внесение поправок в языковые требования к занятым в частном секторе с тем, чтобы дать возможность лицам, не владеющим эстонским языком, работать в отраслях, предполагающих контакты с населением, в тех регионах, где русский язык является родным для подавляющего большинства клиентов/покупателей[87];
- признание русскоязычного меньшинства языковым меньшинством и обеспечение его полноценной защиты согласно положениям Рамочной конвенции Совета Европы о защите национальных меньшинств[87];
- обеспечение полной реализации на практике законодательства, запрещающего дискриминацию при найме на работу и любую дискриминационную практику на рынке труда[87];
- присоединение к Конвенции о сокращении числа лиц без гражданства и Конвенции о статусе апатридов[87];
- отмена ограничений для неграждан на членство в политических партиях[55].